# Hitori musuko

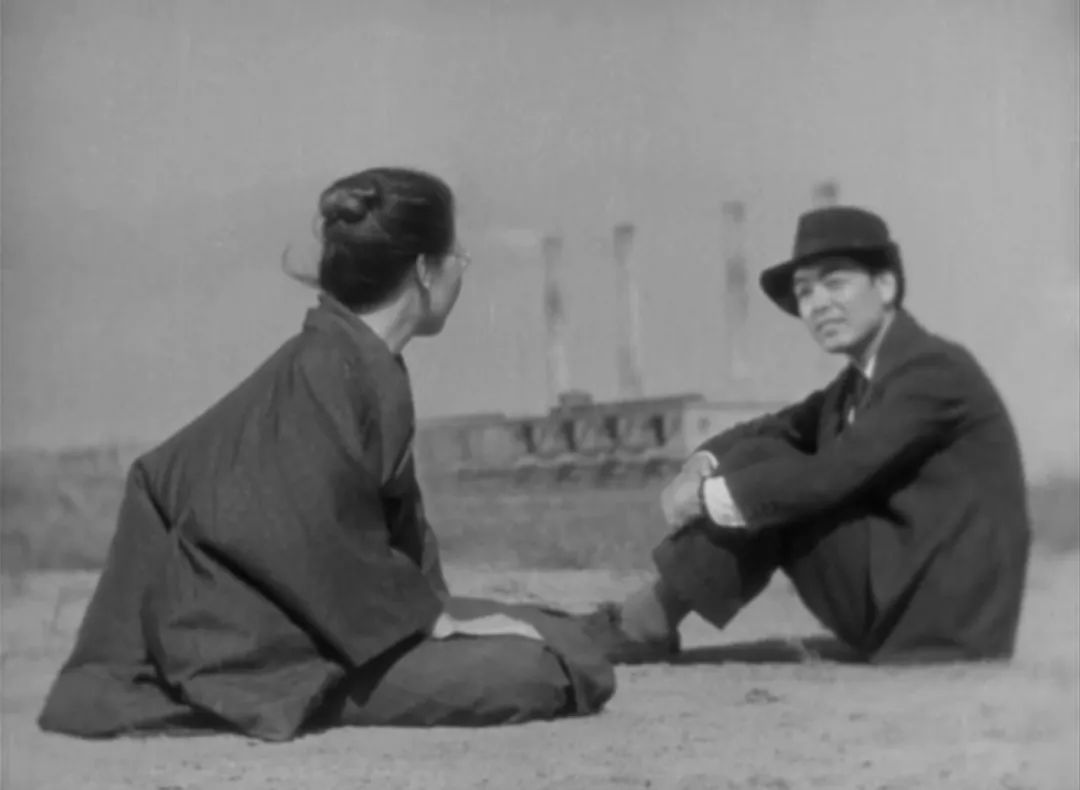
Chōko Iida i Shin'ichi Himori.

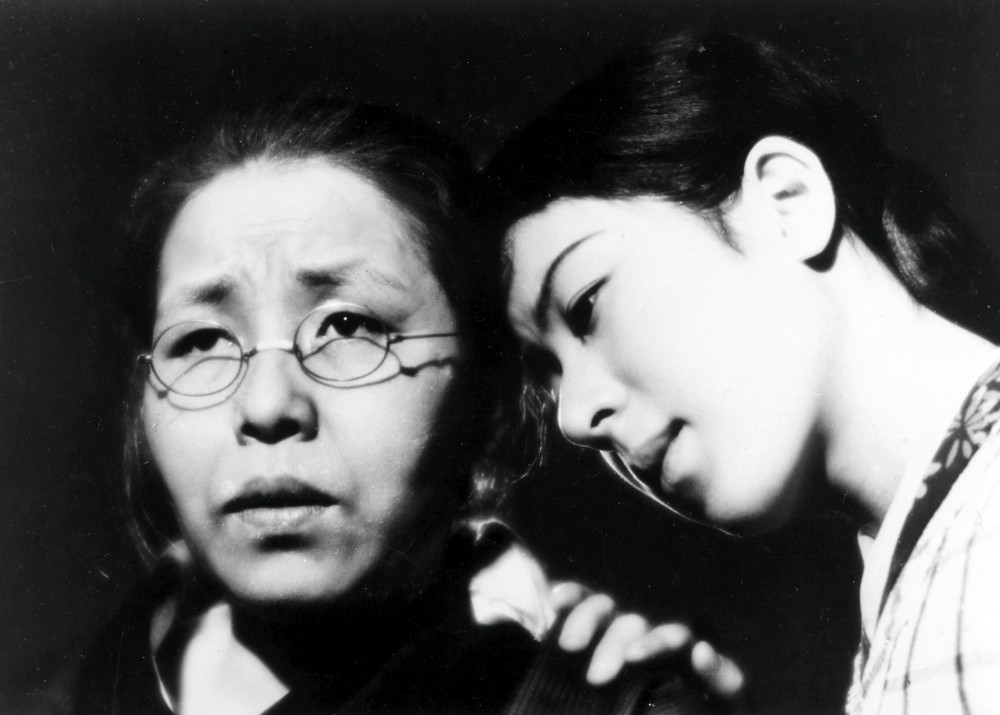
Escena de la pel·lícula

Hitori musuko (一人息子, L'únic fill) és una pel·lícula japonesa de 1936 dirigida per Yasujirō Ozu, protagonitzada per Chōko Iida i Shin 'ichi Himori. La pel·lícula va ser el primer llargmetratge "parlada" (pel·lícula sonora) d'Ozu.

## Argument
La pel·lícula comença a la vila rural de Shinshū l'any 1923. Una vídua, Tsune (O-Tsune) Nonomiya (Chōko Iida), treballa força en una fàbrica de producció de seda per mantenir al seu únic fill, Ryōsuke. Quan el mestre de Ryōsuke, Ōkubo (Chishū Ryū) la persuadeix perquè el seu fill continuï estudiant més enllà de l'escola primària, decideix mantenir l'educació del seu fill fins i tot fins a la universitat malgrat la seva pobresa. El seu fill promet convertir-se en un gran home.
Tretze anys més tard, el 1936, O-Tsune visita Ryōsuke (Shin'ichi Himori) a Tòquio. S'assabenta que el seu fill, ara professor d'escola nocturna, s'ha casat i té un fill. La seva nora Sugiko és agradable i complaent, però la feina de Ryōsuke no és ben pagada. Ryosuke i O-Tsune visiten l'Ōkubo, que ara és pare de quatre fills i dirigeix un restaurant tonkatsu.
La parella manté la mare entretinguda però els seus diners s'esgoten. Un dia, en un viatge a un districte industrial, Ryōsuke confia a la seva mare que desitjaria no haver vingut mai a Tòquio perquè allà és difícil tenir èxit, i que és una decepció per la seva mare. O-Tsune renya el seu fill per haver-se donat per vençut, dient-li que ho ha deixat tot per veure'l triomfar.
La Sugiko ven el seu kimono i recapta prou diners perquè tota la família pugui sortir a divertir-se. No obstant això, Tomibo (Tomio Aoki), el fill d'un veí, és ferit per un cavall i Ryōsuke el porta a l'hospital. Allà dona els seus diners a la mare de Tomibo perquè pagui la factura de l'hospital. O-Tsune més tard elogia a Ryōsuke pel seu acte desinteressat.
O-Tsune finalment torna a Shinshu, però no abans de donar-li diners a la parella pel seu net. Ryōsuke promet a la seva dona que obtindrà un certificat d'ensenyament. De tornada a Shinshū, O-Tsune li diu a la seva amiga de la fàbrica que el seu fill s'ha convertit en un "gran home". Però quan es retira a la part posterior de la fàbrica després de la feina, el seu rostre es trenca en una expressió de profund dolor.

## Repartiment
- Choko Iida com a Tsune Nonomiya
- Himori Shin'ichi com el seu fill, Ryosuke
- Masao Hayama com el jove Ryosuke
- Yoshiko Tsubouchi com a Sugiko
- Chishū Ryū com a Okubo-sensei, el professor de Ryosuke
- Tomoko Naniwa com a dona d'Okubo
- Bakudan Kozo (Jun Yokoyama) com el seu fill
- Mitsuko Yoshikawa com a Otaka, el veí de Ryosuke
- Tokkan Kozo (Tomio Aoki) com el seu fill, Tomibo
- Eiko Takamatsu com a Oshige

## Recepció
Roger Ebert va incloure Hitori musuko a la seva secció Great Movies, escrivint la seva direcció: "Realment sento com si Ozu estigués mirant les seves pel·lícules amb mi. No les llança a la pantalla perquè els vegi jo. Junts mirem la gent que intenta agradar, i sovint fracassa i, de vegades, redimint-se." Richard Brody de The New Yorker va argumentar: "Ozu mira amb la seva pròpia fúria sufocada, com la modernitat desarrela tant el millor com el pitjor aspecte de la tradició."

## Llançament en DVD
El 2010, el BFI va llançar un DVD de la regió 2 de la pel·lícula com a característica addicional a la seva edició de format dual (Blu-ray + DVD) de Banshun.